# Лаймен (Мен)
Лаймен (англ. Lyman) — місто (англ. town) в США, в окрузі Йорк штату Мен. Населення — 4525 осіб (2020).

## Демографія
Згідно з переписом 2010 року, у місті мешкали 4344 особи в 1660 домогосподарствах у складі 1269 родин. Було 2067 помешкань
Расовий склад населення:
| - 97,8 % — білих - 0,4 % — азіатів - 0,2 % — корінних американців - 0,2 % — чорних або афроамериканців |

До двох чи більше рас належало 1,4 %. Частка іспаномовних становила 0,7 % від усіх жителів.
За віковим діапазоном населення розподілялося таким чином: 21,5 % — особи молодші 18 років, 65,3 % — особи у віці 18—64 років, 13,2 % — особи у віці 65 років та старші. Медіана віку мешканця становила 43,3 року. На 100 осіб жіночої статі у місті припадало 98,5 чоловіків;  на 100 жінок у віці від 18 років та старших — 98,5 чоловіків також старших 18 років.
Середній дохід на одне домашнє господарство  становив 76 775 доларів США (медіана — 70 373), а середній дохід на одну сім'ю — 89 021 долар (медіана — 76 691). Медіана доходів становила 51 702 долари для чоловіків та 37 460 доларів для жінок. За межею бідності перебувало 4,4 % осіб, у тому числі 5,4 % дітей у віці до 18 років та 4,1 % осіб у віці 65 років та старших.
Цивільне працевлаштоване населення становило 2120 осіб. Основні галузі зайнятості: освіта, охорона здоров'я та соціальна допомога — 26,5 %, будівництво — 14,8 %, виробництво — 13,3 %.